# シャンデリア (back numberのアルバム)

『シャンデリア』は、back numberの5枚目、メジャーでは4枚目のアルバム。

## 解説
- 4thアルバム『ラブストーリー』から約1年8ヶ月ぶりのリリース。
- 初回盤Aは、幕張メッセイベントホールにて行われた「urban live tour 2015 追加公演」の模様を全曲収録したDVD付。
- 初回盤Bは、行定勲監督作品『世田谷ラブストーリー』、福田雄一監督作品『出発×泡と羊』、三木孝浩監督作品『それでもなおできることのすべてを君に』の計3本のショートフィルムに加え、『シャンデリア』収録曲（ヒロイン・SISTER・手紙・クリスマスソング・サイレン）のMVを収録したDVD付。
- 発売初週に17.3万枚を売り上げ、シングル・アルバム通じて初となるオリコン週間ランキング1位を獲得した[2]。

## 収録曲
- 全作詞作曲：清水依与吏、編曲：back number（特記除く）

1. SISTER(4:07)（編曲：back number & 蔦谷好位置、ストリングスアレンジ：蔦谷好位置）
  - 12thシングル
  - 大塚製薬「ポカリスエットイオンウォーター」CMソング
2. サイレン(3:19)
  - PVが制作されている。
3. ヒロイン(4:29)（編曲：back number & 小林武史、ストリングスアレンジ：小林武史 & 四家卯大）
  - 11thシングル
  - JR東日本『JR SKISKI』CMソング
4. 僕は君の事が好きだけど君は僕を別に好きじゃないみたい(4:47)
5. 泡と羊(4:17)
  - 12thシングル「SISTER」収録
  - サンスター「トニックシャンプーキャンペーン」キャンペーンソング
6. ミラーボールとシンデレラ(3:01)
7. クリスマスソング(5:39)（編曲：back number & 小林武史、弦編曲：小林武史 & 四家卯大）
  - 14thシングル
  - フジテレビ系ドラマ月9『5→9〜私に恋したお坊さん〜』主題歌
  - T.M.Revolution「WHITE BREATH」、SPEED「White Love」にあたる強力な冬の定番ソングであると、インタビューで発言を行っている。
8. 助演女優症2(2:35)
  - 14thシングル「クリスマスソング」収録
9. 東京の夕焼け(3:44)
10. Liar(3:35)
11. アップルパイ(2:40)
  - 11thシングル「ヒロイン」収録
12. 手紙(4:30)（編曲：back number & 小林武史、ストリングスアレンジ：小林武史 & 四家卯大）
  - 13thシングル
  - NTTドコモ「iPhone・iPad 母の浴衣」篇 CMソング

### 初回限定盤映像

#### A
- 「urban live tour 2015」＠幕張メッセイベントホール

本編
1. MOTTO
2. bird's sorrow
3. 青い春
4. アップルパイ
5. そのドレスちょっと待った
6. SISTER
7. チェックのワンピース
8. 春を歌にして
9. エンディング
10. 重なり
11. アーバンライフ
12. 003
13. 電車の窓から
14. 世田谷ラブストーリー
15. stay with me
16. ヒロイン
17. あとのうた
18. 海岸通り
19. スーパースターになったら

アンコール
1. 花束
2. 泡と羊
3. 高嶺の花子さん

特典映像
1. メイキング

#### B
- ショートフィルム3部作

1. 世田谷ラブストーリー（監督：行定勲）
2. 出発×泡と羊（監督：福田雄一）
3. それでもなおできることのすべてを君に（監督：三木孝浩）

- ミュージックビデオ

1. ヒロイン
2. SISTER
3. 手紙
4. クリスマスソング
5. サイレン

## チャート
| チャート（2015年）              | 最高 順位 |
| ------------------------------- | --------- |
| Billboard Japan Hot Albums      | 1         |
| Billboard Japan Top Album Sales | 1         |
| オリコン週間アルバムチャート    | 1         |

| チャート（2015年）           | 順位 |
| ---------------------------- | ---- |
| オリコン年間アルバムチャート | 22   |
| チャート（2016年）           | 順位 |
| Billboard Japan Hot Albums   | 5    |
| オリコン年間アルバムチャート | 23   |

## 認定とセールス
| 国/地域                                             | 認定     | 認定/売上数                       |
| --------------------------------------------------- | -------- | --------------------------------- |
| 日本 (RIAJ)                                         | プラチナ | 363,000（フィジカルCD) (オリコン) |
| * 認定のみに基づく売上数 ^ 認定のみに基づく出荷枚数 |          |                                   |

## ショートフィルム
- 世田谷ラブストーリー

- 出発×泡と羊

- それでもなおできることのすべてを君に

「それでもなおできることのすべてを君に」は収録曲「僕は君の事が好きだけど君は僕を別に好きじゃないみたい」インスパイアムービー。アルバム初回限定盤B付属DVDのみ収録作品。予告編がYouTubeの「UNIVERSAL MUSIC JAPAN」チャンネルにて2015年11月30日に公開されている。
- 監督・脚本：三木孝浩
- プロデューサー：春名慶
- 出演：比嘉愛未（主演）、葉山奨之（主演）、高嶋香帆、眞島秀和
- 主題歌：「僕は君の事が好きだけど君は僕を別に好きじゃないみたい」